# 나경 (작가)
나경은 대한민국의 텔레비전 드라마 작가이다. 

## 드라마
- 2024년 JTBC 수목 미니시리즈 《놀아주는 여자》 ... 집필